# Jon Anderson
(Rick Wakeman)
John Roy Anderson, detto Jon (Accrington, 25 ottobre 1944), è un cantautore e polistrumentista britannico, storica voce del gruppo di rock progressivo Yes. Anderson appare in tutti gli album in studio della band pubblicati fino al 2001, ad eccezione di Drama. Tuttora attivo sulla scena musicale, ha collaborato con numerosi altri artisti (fra i quali spiccano Vangelis e più recentemente Jean-Luc Ponty) e prodotto una ricca e varia discografia solista.
Dotato di un particolarissimo timbro di voce, riesce a cantare con un'estensione pari per lo meno a un mezzosoprano pur mantenendo il carattere maschile del cantato, senza mai usare il falsetto. Come paroliere, è famoso inoltre per lo stile astratto e immaginifico dei suoi testi, ricchi di riferimenti letterari, filosofici e storici, che spesso privilegia la musicalità dei versi rispetto alla comprensibilità del loro significato.

## Biografia
(Jon Anderson)

### Gli anni sessanta
Jon Anderson è nato a Accrington, nel Lancashire, nord dell'Inghilterra, il 25 ottobre 1944 in una famiglia contadina di origini scozzesi. Figlio di Albert (nativo di Paisley, in Scozia) e Kathleen Anderson (inglese di origini irlandesi), frequentò la scuola St. John's Infants School di Baxenden, vicino a Accrington, e fece i primi approcci verso la musica come suonatore di washboard in un gruppo chiamato "Little John's Skiffle Group", che suonava brani di Lonnie Donegan e altri.
All'età di quindici anni abbandonò la scuola e fece una serie di lavori disparati, fra cui bracciante in una fattoria, camionista, e "ragazzo del latte". Appassionato di calcio e tifoso dell'Accrington Stanley F.C., tentò anche di entrare nelle giovanili del club della propria città, ma venne scoraggiato dall'allenatore stesso per via del "fisico gracile".
Il suo legame con la terra natia è sempre stato molto evidente: uno dei tratti più tipici del cantato di Anderson, per esempio, è sempre stato l'accento del Lancashire che ha mantenuto intatto, nonostante i tanti anni ormai spesi a vivere negli Stati Uniti.
Nel frattempo aveva iniziato ad ascoltare Elvis Presley, Eddie Cochran, gli Everly Brothers e altri artisti che avrebbero influenzato il suo approccio alla musica.
Nel 1962, Anderson entrò nel gruppo The Warriors (anche noti come "The Electric Warriors"), diventandone il cantante assieme a suo fratello Tony (noto negli anni settanta come membro del gruppo di disco-music "La Belle Epoque"). Alla batteria suonava Ian Wallace, che in seguito avrebbe suonato con i King Crimson e con Bob Dylan. I Warriors suonarono in vari locali del nord dell'Inghilterra (incluso il celebre Cavern Club di Liverpool in cui si erano formati i Beatles), e nel 1964 incisero due singoli per l'etichetta discografica Decca Records: You Came Along e Don't Make Me Blue.
Nel 1967 Anderson abbandonò la band; l'anno successivo incise due singoli come solista, con lo pseudonimo di "Hans Christian Anderson" (evidentemente ispirato al quasi omonimo autore di fiabe Hans Christian Andersen): Never My Love e The Autobiography of Mississippi Hobo'.
Ormai trasferitosi dalla lontana provincia del nord a Londra, sempre nello stesso anno Anderson cantò per breve tempo nei gruppi The Gun e The Open Mind.
Nell'estate del 1968, Anderson si guadagnava da vivere come barman nel locale La Chasse, nei pressi del celebre Marquee Club, a Londra. Fu il proprietario del locale a presentargli Chris Squire, il ventenne bassista di un gruppo chiamato Mabel Greer's Toyshop, a cui Anderson si unì quella stessa estate. Nello stesso anno il gruppo mutò il proprio nome in Yes. La formazione originale degli Yes includeva anche Peter Banks alla chitarra, Tony Kaye alle tastiere e Bill Bruford alla batteria. Il primo album degli Yes fu pubblicato nel 1969.

### Gli anni settanta

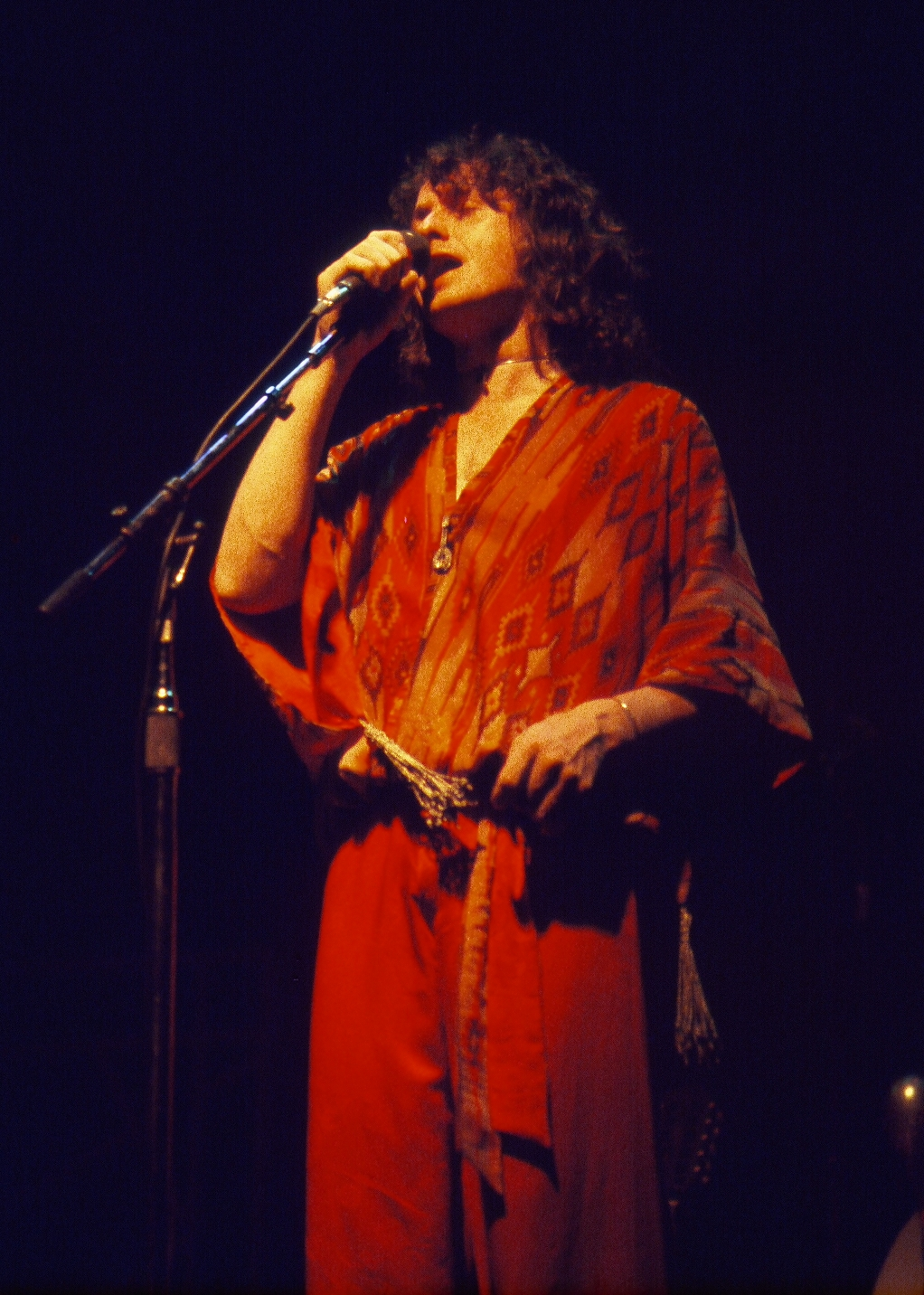
Jon Anderson in un concerto degli Yes nel 1977.

Dopo un album con accompagnamento costante di un'orchestra sinfonica  (Time and a Word del 1970), la band si arricchì di un nuovo talento, Steve Howe che sostituiva Banks alla chitarra e incise nel 1971 uno degli album di rock progressivo più celebri e amati di tutti i tempi: The Yes Album. Alla fine dello stesso anno Tony Kaye verrà sostituito dal talentuoso Rick Wakeman , con questa formazione vennero pubblicati: Fragile, Close to the Edge, il doppio Tales from Topographic Oceans e Going for the One. Il ruolo di Anderson in questi lavori è fondamentale; la sua voce, considerata una voce da contro-tenore e contraddistinta da un insieme di armoniche che la rendono unica, è uno dei tratti distintivi dello "Yessound". Si può spesso asserire, considerando la sua notevole estensione vocale, che Anderson canti in falsetto, ma non è questo il caso in quanto la sua voce da contraltista è normalmente al di sopra dello standard dei tenori e non ha bisogno, per raggiungere le note più acute, di dover ricorrere all'aiuto di questa particolare tecnica. Inoltre, ha contribuito come compositore nella maggior parte dei brani, fra cui classici come Close to the Edge, ed è autore della quasi totalità dei versi.
Il 16 dicembre 1971 nacque la prima figlia di Anderson, Deborah Leigh, e il 22 settembre del 1972 il secondo, Damion James.
Contemporaneamente alla sua carriera con gli Yes, Anderson diede vita ad alcuni progetti musicali alternativi. Nel 1970 apparve come guest singer nell'album Lizard dei King Crimson di Robert Fripp; nel 1971 cantò in All to Bring You Morning di Johnny Harris. Nel 1975, dopo aver ascoltato L'Apocalypse des Animaux di Vangelis, Anderson decise di conoscere il compositore greco e lo raggiunse nella sua casa di Parigi. Fra i due si instaurò subito un rapporto artistico e personale molto intenso. Già nello stesso anno, Anderson cantò in So Long Ago, So Clear, sull'album Heaven and Hell di Vangelis.
Fra il 1975 e il 1976, su decisione di Anderson, ognuno dei membri degli Yes produsse un proprio album solista. Jon realizzò, suonando tutti gli strumenti, Olias of Sunhillow, uno dei suoi album solisti tuttora più amati e cantò su Ramshackled, l'album solista di Alan White.

### Gli anni ottanta
Mentre gli Yes conoscevano un momento di sbandamento, con il secondo abbandono di Rick Wakeman, anche Anderson decise di lasciare, per dedicarsi più attivamente alla propria carriera solista e alla collaborazione con Vangelis. Nel 1980, mentre gli Yes pubblicavano il primo album della loro storia senza il cantante storico, Drama, nasceva anche la terza figlia di Anderson, Jade. Drama insieme a Fly from Here fa parte dei soli due album prodotti da Trevor Horn senza Anderson come cantante. In Drama lo stesso Trevor Horn proveniente insieme a Geoff Downes dai Buggles sostituisce Anderson alla voce. In Fly from Here invece Trevor Horn si limita alla produzione dell'album lasciando il posto di cantante a Benoit David già cantante di una tribute band degli Yes. In entrambi gli album Geoff Downess è alle tastiere, mentre Squire, White e Howe completano la formazione. Sempre nello stesso anno, in estate, uscì il primo album di Jon & Vangelis: Short Stories; e in inverno, a novembre, il secondo album solista di Anderson, Song of Seven, a cui seguì un tour promozionale con una band appositamente creata, "The New Life Band". Nel 1981 uscì il secondo album di Jon & Vangelis, The Friends of Mr. Cairo, che contiene alcuni dei brani più apprezzati mai composti da questa coppia di talenti, come la hit I'll Find My Way Home e State of Independence. Nel 1982 Anderson pubblica un altro album solista, Animation, a cui segue un tour trionfale negli Stati Uniti, in cui vengono riproposti brani di Anderson e brani classici degli Yes come Close to the Edge. Sono di questi anni anche altre collaborazioni (per esempio con Rick Wakeman per l'album 1984 e con Mike Oldfield per Crises).
Gli Yes si erano nel frattempo sciolti ufficialmente, poco dopo Drama. Nel 1983, Jon Anderson incontrò Chris Squire a una festa a Los Angeles, e ascoltò alcuni brani che Squire e White avevano iniziato a incidere insieme al tastierista dei primi Yes, Tony Kaye, e a un chitarrista sudafricano di nome Trevor Rabin. Il materiale piacque a Jon, che decise di prendere parte al progetto. L'album si chiamò 90125 e venne pubblicato con il marchio "Yes". 90125 ebbe un successo di pubblico straordinario, e diede nuova vita agli Yes. Nello stesso anno (in effetti, qualche mese prima dell'uscita di 90125) Anderson pubblicò anche un nuovo lavoro con Vangelis, anche questo molto apprezzato: Private Collection.
Il 1984 fu dedicato al tour di 90125. Fra il 1985 e il 1986, Anderson iniziò a lavorare con gli Yes all'album successivo, nel frattempo collaborando con i Tangerine Dream nella colonna sonora del film Legend di Ridley Scott, con John Paul Jones (ex Led Zeppelin) nella colonna sonora di Scream for Help, incidendo un proprio album solista di "canzoni per Natale": Three Ships, e collaborando ancora con Mike Oldfield, questa volta per l'EP Shine.
Nel 1987 Anderson fece un incontro che avrebbe avuto un forte impatto sulla sua vita, conoscendo Flora Nomi, nota come "divina madre" presso i seguaci di Sri Ramakrishna. A questo incontro è associato quello che lo stesso Anderson definisce un risveglio spirituale. Nello stesso periodo, Anderson iniziò ad approfondire la conoscenza della religione e della filosofia dei nativi americani e di altre forme di misticismo, avvicinandosi anche alla new Age. L'uscita di un nuovo album degli Yes sullo stile di 90125, Big Generator, lasciò Anderson piuttosto freddo: "A quell'epoca ero in una situazione di rifiuto; volevo fare musica più grande, non roba pop; ma ero l'unico a pensarla così".
Nel 1988 Anderson collaborò con i Toto per il loro Seventh One e pubblicò un nuovo lavoro solista, In the City of Angels, in cui i suoi nuovi interessi filosofici e mistici prendono voce: Sundancing tratta dell'energia degli Hopi e dei Navajo, New Civilization descrive l'avvento di un più alto livello di consapevolezza per l'umanità, Hurry Home riprende alcuni dei miti new age relativi alle Pleiadi. Nel frattempo, Anderson decise di abbandonare nuovamente gli Yes, questa volta per riunirsi a Wakeman, Howe e Bruford in un nuovo progetto mirato a un ritorno alle origini dello stile Yes. La nuova band prese il nome Anderson Bruford Wakeman Howe (abbreviato anche in ABWH) e l'anno successivo incise un album omonimo, che riscosse un discreto successo (il videoclip del brano Brother of Mine fu trasmesso con una buona frequenza su MTV). Nello stesso anno Anderson suonò anche in Requiem for the Americas di Jonathan Elias. Gli ABWH intrapresero sempre nel 1989 un tour mondiale, con il titolo An Evening of Yes Music Plus, da cui fu tratto anche un album live omonimo.

### Gli anni novanta
All'inizio degli anni novanta, ABWH e Yes, che stavano lavorando su due nuovi album, decisero di tornare a unirsi. L'album che ne seguì, giustamente intitolato Union, era un collage di brani Yeswest (alcuni arricchiti all'ultimo momento con la voce di Anderson) e di brani ABWH (con l'aggiunta di armonie vocali di Squire). L'album fu prodotto da Elias, ormai collaboratore fisso di Anderson, che però fu criticato dalla maggior parte dei membri dei nuovi Yes "estesi". Nel 1991, i "mega-Yes" girarono il mondo in tour.
Tornato dal tour mondiale con gli Yes, Anderson riprese a coltivare la propria fitta rete di collaborazione. Nel settembre del 1991 venne pubblicato A Page of Life di Jon & Vangelis. Nel 1992, Anderson collaborò con il musicista new-age giapponese Kitarō per l'album Dream, e partecipò a un piccolo tour promozionale con date negli Stati Uniti, in Giappone e in Thailandia (inclusa un'apparizione di fronte alla regina). Nell'estate del 1993, Anderson si imbarcò per un tour solista nel Sudamerica e nei Caraibi. In quell'occasione, le sue figlie Deborah e Jade si unirono a lui sul palco come cantanti. Anderson conobbe Charlie Bisharat, e cantò un brano per il suo album Along the Amazon. L'8 luglio incontrò, invece, Jane Luttenberger, che sarebbe diventata la sua seconda moglie.
Nel 1993, Anderson tornò in studio con gli Yes (tornati nel frattempo alla formazione di 90125) per incidere il nuovo album Talk. L'album rappresenta l'unico esempio di prolifica collaborazione fra Anderson e Rabin a livello compositivo, ben accolto dalla maggior parte dei fan, ma fu un flop da un punto di vista commerciale.
Nel 1994, Anderson riprese una serie di contatti che aveva stabilito durante il tour del Sudamerica. Cantò sull'album Angelus di Milton Nascimento e incise un album solista di musica latino-americana, Deseo, con l'apporto di numerose guest star della scena musicale sudamericana e caraibica.
Dopo il tour di Talk, gli Yes tornarono a dividersi, con Rabin che abbandonava definitivamente per iniziare una carriera come compositore di colonne sonore. In quegli anni, Anderson pubblicò una serie di album solisti molto apprezzati, mentre lavorava alla rifondazione degli Yes nella formazione classica, con Wakeman, Howe, Squire e White. Nel 1994 uscirono Change We Must (Anderson) e Chronicles (Jon & Vangelis); nel 1995 The Deseo Remixes e Angel's Embrace (Anderson); nel 1996 Toltec (ancora Anderson).
Nel 1996, gli sforzi di riunire gli Yes classici ebbero coronamento e Anderson, Wakeman, Howe, Squire e White si esibirono in tre serate a San Luis Obispo, in California. Dall'evento furono ricavati due CD live, che furono pubblicati con l'aggiunta di materiale originale nei due album gemelli Keys to Ascension e Keys to Ascension 2.
Sempre nel 1996 Anderson, proseguendo le sue collaborazioni "latine", partecipò all'album omonimo del gruppo messicano Cielo Y Terra. Nella primavera del 1997 incise il suo album solista The Promise Ring, e subito dopo sposò Jane Luttenberger a Maui, nelle Hawaii. Sempre alle Hawaii si mise a registrare del nuovo materiale che fu pubblicato a settembre nel suo album doppio Earthmotherearth.
Nel frattempo, Wakeman aveva lasciato nuovamente gli Yes, sostituito da Billy Sherwood alle tastiere e alla chitarra. Con questa formazione gli Yes incisero Open Your Eyes (pubblicato nel 1997). L'anno successivo Anderson pubblicò un nuovo album solista, The More You Know, in cui Jane Luttenberger (ora Jane Anderson) compare in copertina. Seguirono altri anni intensi, in cui Anderson lavorava con gli Yes (arricchiti della presenza del tastierista Igor Koroshev) e con il produttore Bruce Fairbairn al nuovo album The Ladder e contemporaneamente collaborava con diversi altri artisti (tra cui i Contemporary Christian Artists 4 Him per l'album Streams, Steve Howe per l'album Portraits of Bob Dylan) e si impegnava in un nuovo tour di Sudamerica e Messico.
The Ladder fu pubblicato nel 1999, e seguì un tour promozionale.

### Gli anni duemila
Nel 2000, gli Yes erano nuovamente in tour con una differente setlist, basata sui risultati di una votazione online in cui era stato chiesto agli utenti del sito Yesworld di esprimere le proprie preferenze in merito. Dopo il memorabile tour, "2000 Masterworks", Koroshev fu allontanato dal gruppo, che si trovò nuovamente senza tastierista. Fra le collaborazioni di Anderson in questo periodo si segnalano Outbound di Bela Fleck & the Flecktones e Captivated di Eduardo M. Del Signore.

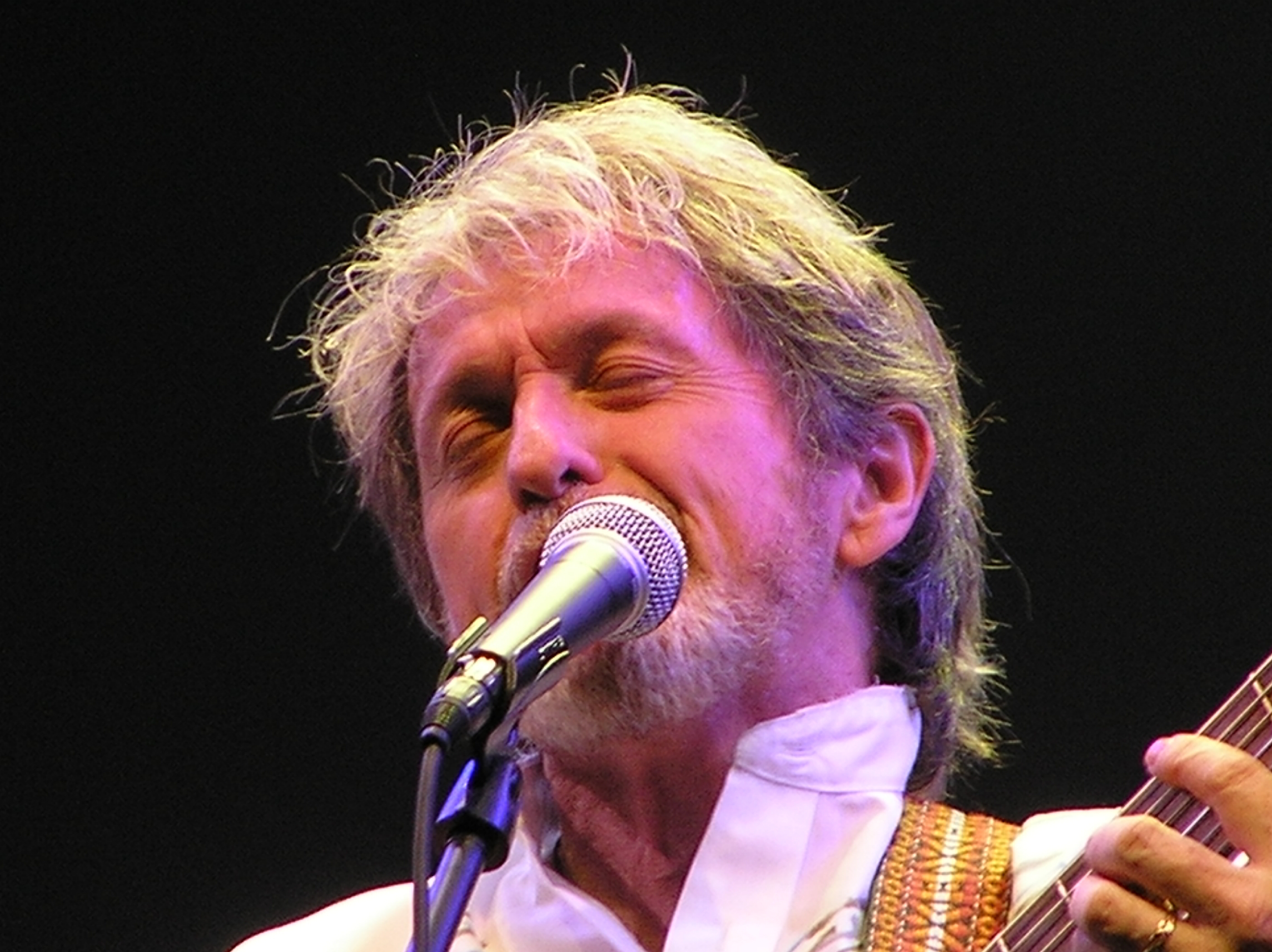
Jon Anderson in concerto a Vicenza, 29 novembre 2007.

Nel 2001 gli Yes realizzarono Magnification, un album da molti salutato come un ritorno ai fasti degli Yes classici (da altri considerato come un album senza ispirazione autentica), in cui le tastiere vacanti erano sostituite da un'orchestra sinfonica. Il tour Yessymphonic fu ripreso in video e l'omonimo DVD rappresenta forse uno dei video migliori della storia degli Yes, anche grazie alla qualità delle tecniche di registrazione, evidentemente molto evolute rispetto all'epoca di Yessongs.
Nel 2002 Anderson iniziò a lavorare a un album intitolato The Big If, che per il momento non è stato ancora completato. Alcuni brani sono stati pubblicati sul sito della Apple, con cui Anderson ha nel frattempo iniziato a collaborare. Nel frattempo, i tour con gli Yes sono continuati per tutto il 2002 e il 2003, concludendosi poi anticipatamente nel 2003 a causa di un incidente capitato a Anderson, fratturatosi la schiena "cadendo dall'albero di Natale".
Ripresosi dall'incidente, Jon Anderson ha girato l'Europa nel 2005 con il suo Tour of the Universe, il primo tour in cui si esibisce come "one man band", con il solo ausilio di chitarra e tastiera, riproponendo brani della propria carriera solista, dei propri lavori con Vangelis, ed estratti dei pezzi classici degli Yes.
Dopo il tour Anderson ha pubblicato un DVD omonimo. Nel 2007 ha proseguito la serie di concerti "intimi" in attesa della annunciata reunion degli Yes prevista per il 2008 in occasione del quarantennale della band inglese. Il tour è stato invece annullato per sopravvenuti problemi di salute di Anderson che nel mese di maggio è stato ricoverato in ospedale per gravi problemi respiratori. Al cantante è stato imposto un periodo di riposo di almeno sei mesi. Nel 2008 Anderson è stato ospite del CD Namah di Peter Machajdík.
Jon Anderson girerà l'Europa facendo tappa anche in Italia in occasione del suo 'Have guitar will travel' European Summer Tour 2009. Nel 2011 esce l'album intitolato The Living Tree inciso e pubblicato insieme a Rick Wakeman. L'album registrato in studio arriva dopo una lunga serie di concerti eseguiti dai due musicisti. Intanto gli Yes pubblicano nello stesso anno l'album Fly from Here, con il ritorno di Geoff Downes come tastierista e Trevor Horn come produttore. Anderson nel frattempo, sostituito alla voce da Benoît David, pubblica il suo nuovo album solista intitolato Survival & Other Stories, prodotto dallo stesso Anderson e dalla figlia Jade. Annuncia in seguito un nuovo tour.
Nel 2015 Jon Anderson collabora con il violinista francese Jean-Luc Ponty. Il frutto di questa unione è un cd dal vivo intitolato “Better Late Than Never” che contiene alcuni brani musicali inediti e alcuni classici degli Yes rivisitati.
Nel 2016 forma un nuovo supergruppo assieme ad altri due ex componenti degli Yes, il chitarrista Trevor Rabin e il tastierista Rick Wakeman. La formazione comprende una sezione ritmica composta da Lee Pomeroy al basso e Louis Molino III alla batteria. La band incomincia a esibirsi in America per un tour autunnale. A partire da marzo 2017 i concerti proseguono in Europa e in Giappone.
Nel 2019 Jon Anderson pubblica un nuovo cd di materiale inedito cui aveva cominciato a lavorare trent'anni prima. Il titolo, 1000 hands, fa riferimento ai numerosi musicisti presenti durante le registrazioni. Fra i tanti hanno partecipato il vecchio compagno negli Yes Steve Howe, Ian Anderson dei Jethro Tull, Steve Morse, Billy Cobham, Chick Corea, Rick Derringer, Pat Travers, Jonathan Cain e il violinista Jean-Luc Ponty. Si tratta di un lavoro di pregevole fattura che egli stesso definisce "una delle cose migliori che abbia mai fatto."

## Jon Anderson e UNICEF
Jon Anderson è un attivo sostenitore di UNICEF, e fondatore della "Opio Foundation", una fondazione a sostegno di questa organizzazione internazionale.

## Discografia

### Solista
- 1976 – Olias of Sunhillow
- 1980 – Song of Seven
- 1982 – Animation
- 1985 – 3 Ships
- 1988 – In the City of Angels
- 1994 – The Best of South America
- 1994 – Change We Must
- 1994 – Deseo
- 1995 – The Deseo Remixes
- 1995 – Angels Embrace
- 1996 – Toltec
- 1996 – Lost Tapes of Opio
- 1997 – The Promise Ring
- 1997 – Earthmotherearth
- 1998 – The More You Know
- 2005 – Tour of the Universe (DVD)
- 2006 - Searching for the songs
- 2006 - Watching the flags that fly
- 2006 - From me to you
- 2010 – Survival & Other Stories
- 2016 – Invention of Knowledge (con Roine Stolt)
- 2019 – 1000 Hands - Chapter one

### Con Vangelis (Jon & Vangelis)
- Vedi la sezione Discografia della voce Jon & Vangelis

### Con gli Yes
- Vedi la sezione discografia nella voce Yes. Anderson appare in tutti gli album in studio tranne Drama, Fly from Here, Heaven and Earth, The Quest e Mirror to the Sky.

### Con Anderson Bruford Wakeman Howe
- 1988 - Anderson Bruford Wakeman Howe
- 1990 - Union con il nome di Yes (11 brani su 15)
- 1992 - An Evening of Yes Music Plus

### Con Yes Featuring Jon Anderson, Trevor Rabin, Rick Wakeman
- 2018 - Live at the Apollo